# Pieńsk
Pieńsk ['pʲɛɲsk], tyska: Penzig, högsorbiska: Pjeńsk, är en stad i sydvästra Polen, tillhörande distriktet Powiat zgorzelecki i Nedre Schlesiens vojvodskap. Staden ligger på östra sidan av den polsk-tyska gränsfloden Lausitzer Neisse, 13 kilometer norr om gränsstäderna Görlitz/Zgorzelec, och är medlem av det tysk-polsk-tjeckiska regionala samarbetsorganet Euroregion Neisse. Tätorten hade 5 918 invånare i juni 2014 och är centralort i en stads- och landskommun med totalt 9 281 invånare samma år.

## Kommunikationer
Staden har en järnvägsstation på linjen mellan Zgorzelec och Węgliniec, som trafikeras av regionaltåg.

## Kända invånare
- Johann Gottfried Geissler (1726–1800), pedagog och bibliotekarie.
- Gerd Tacke (1906–1997), ekonom, styrelseordförande i Siemens AG.